# Fonte Boa Airport
Fonte Boa Airport (portugisiska: Aeroporto Fonte Boa, franska: Aéroport Fonte Boa) är en flygplats i Brasilien.   Den ligger i kommunen Fonte Boa och delstaten Amazonas, i den nordvästra delen av landet, 2 500 km nordväst om huvudstaden Brasília. Fonte Boa Airport ligger 60 meter över havet.
Terrängen runt Fonte Boa Airport är platt, och sluttar norrut. Närmaste större samhälle är Fonte Boa, 2,2 km norr om Fonte Boa Airport. 
I omgivningarna runt Fonte Boa Airport växer i huvudsak städsegrön lövskog. Runt Fonte Boa Airport är det mycket glesbefolkat, med 3 invånare per kvadratkilometer.